# Paouerê

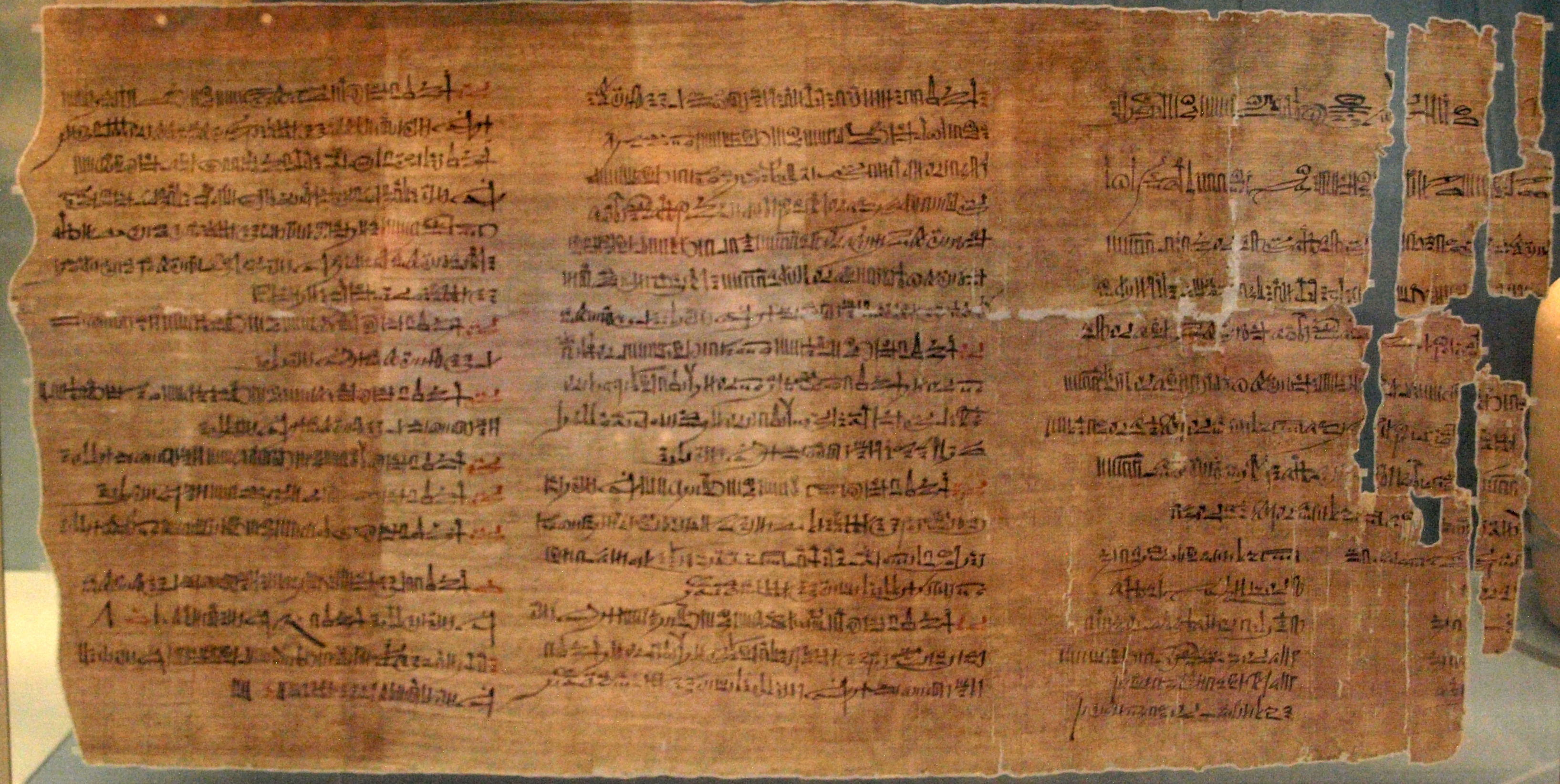
Le Papyrus Abbott relate une inspection officielle des tombes royales dans la nécropole thébaine (en hiératique : des notes à l'encre rouge, le texte en noir), durant la 16e année du règne du pharaon Ramsès IX, vers 1110 av. J.C.

Paouarê est le maire de Thèbes-Ouest lors d'une série de vols de tombes dans la vallée des Rois à la fin du Nouvel Empire de l'Égypte antique. Dans les transcriptions officielles d'un rapport de pillage de tombes datant de l'an 16 de Ramsès IX, Paouerê est accusé par Paser, d'être impliqué dans la série de pillage de tombes ou d'avoir été négligent dans ses fonctions de protection des tombes royales contre les incursions de bandes libyennes en maraude ou de pilleurs de tombes égyptiens. Le vizir Khâemouaset ordonne une enquête par une commission dont Paouerê lui-même est le chef. L'enquête est considérée comme corrompue par les habitants de Deir el-Médineh. Lors du procès qui s'ensuit, dix-sept ouvriers des temples voisins sont condamnés et exécutés, mais Paouerê ne fut jamais inculpé en raison de l'absence de preuves évidentes de sa culpabilité. Il a continué à exercer ses fonctions tandis que Paser, son accusateur, disparaissait de l'histoire et que les vols continuaient.